# Flight Safety Foundation
La Flight Safety Foundation (FSF) és una organització internacional independent sense ànim de lucre que promou la recerca, l'educació, l'activisme i la comunicació en l'àmbit de la seguretat aèria. L'FSF reuneix professionals de tots els sectors de l'aviació per ajudar a resoldre els problemes de seguretat als quals s'enfronta la indústria. Gràcies a una base de membres arreu del món, l'FSF ofereix una perspectiva internacional dels afers de l'aviació als seus membres, els mitjans i els viatgers. Els membres van des de particulars fins a aerolínies i fabricants, passant per treballadors i directius de tots els àmbits del sector.